# Run the World (TV-serie)
Run the World är en amerikansk komedi- och dramaserie från vars första säsong hade premiär den 16 maj 2021. Serien är skapad av Leigh Davenport. Första säsongen bestod av åtta avsnitt. Serien har även förnyats med en andra säsong bestående av åtta avsnitt, som hade premiär den 26 maj 2023. Serien kommer att kunna ses på Viaplay med start 13 juli 2023.

## Handling
Serien utspelar sig i Harlem, New York och kretsar kring fyra svarta kvinnor i 30-40 års åldern. De fyra kvinnorna Ella, Donda, Hope och Sondi försöker hitta sig själva i en mansdominerad värld som styrs av makt, pengar och sex.

## Rollista i urval
- Amber Stevens West - Whitney Green
- Andrea Bordeaux - Ella McFair
- De'Adre Aziza - Donda Baptiste
- Sasha Hutchings - Hope
- Bresha Webb - Renee Ross
- Corbin Reid - Sondi Hill
- Tosin Morohunfola - Olabisi "Ola" Adeyemo
- Stephen Bishop - Matthew Powell
- Erika Alexander - Barb
- Nick Sagar - Anderson
- Ellie Reine - Amari Powell
- Tika Sumpter - Amaris mamma
- Rosie O'Donnell - Nancy
- Cree Summer - Dr. Monica Mitchell